# Haisthorpe
Haisthorpe är en by i civil parish Carnaby, i distriktet East Riding of Yorkshire, i grevskapet East Riding of Yorkshire, i England. Byn är belägen 5 km från Bridlington. Haisthorpe var en civil parish 1866–1935 när blev den en del av Carnaby. Civil parish hade 127 invånare år 1931. Byn nämndes i Domedagsboken (Domesday Book) år 1086, och kallades då Aschel/Aschiltorp.